# Eliseo Salamanca
Eliseo Salamanca Franco (n. Madrid, España, 3 de abril de 1953) es un ex-futbolista español que se desempeñaba como delantero, cuya carrera trasncurrió principalmente en 2.ª División. Su hijo David fue un conocido delantero de la 3.ª División en Andalucía.

## Trayectoria
Eliseo Salamanca, formado en la cantera del Real Madrid C. F., debutó como futbolista en la U.B. Conquense (Regional), para dar la temporada siguiente el salto a 2.ª al fichar en el tramo final de liga 73-74 por la U.D. Salamanca.
En la temporada siguiente firmó por el Rayo Vallecano de Madrid (2.ª), donde en su segunda temporada marcó 16 goles en 38 partidos destacando los dobletes frente al C. Gimnástic de Tarragona (Tanto en casa como fuera) y el triplete al C.D. Ensidesa.
En la temporada 76-77 Eliseo Salamanca fue contratado por el Deportivo Alavés (2.ª), jugando en Mendizorroza las siguientes 4 temporadas anotando 34 goles en 106 partidos y siendo con estos números el 9ª goleador histórico del club.
Eliseo Salamanca consiguió en la temporada 80-81 firmar por el recién ascendido Real Murcia C.F. (1.ª), pudiendo debutar en la máxima categoría nacional del fútbol español. Al terminar la temporada el club pimientonero perdió la categoría, permaneciendo el delantero madrileño dos temporadas más en 2.ª, ascendiendo en la última de ellas.
Posteriormente, en la temporada 83-84 recaló en el Real Oviedo (2.ª). En el conjunto carbayón ganó la Copa de la Liga de Segunda División de 1985, abandonando el equipo esa temporada por las malas relaciones mantenidas con la directiva.
Su última temporada en activo fue en las filas del recién ascendido Real Burgos C.F. (2.ªB), consiguiendo el ascenso al quedar en 4.ª posición como colofón a su carrera deportiva.

## Clubes
| Club                     | País   | Año       |
| ------------------------ | ------ | --------- |
| U.B. Conquense           | España | 1972-1973 |
| U.D. Salamanca           | España | 1973-1974 |
| Rayo Vallecano de Madrid | España | 1974-1976 |
| Deportivo Alavés         | España | 1976-1980 |
| Real Murcia C.F.         | España | 1980-1983 |
| Real Oviedo              | España | 1983-1985 |
| Real Burgos C.F.         | España | 1985-1986 |